# Leskova Draga
Leskova Draga – wieś w Chorwacji, w żupanii primorsko-gorskiej, w gminie Ravna Gora. W 2011 roku liczyła 10 mieszkańców.